# Grundhai (U-Boot)
Der Grundhai war eine Reißbrettstudie für ein Tiefsee-Kleinst-U-Boot der deutschen Kriegsmarine gegen Ende des Zweiten Weltkrieges, die nicht über das Entwicklungskonzept hinauskam.

## Entwicklungsgeschichte
Der Anstoß zur Konzeption eines Tiefsee-Kleinst-U-Bootes kam daher, dass die Kriegsmarine über keine Geräte verfügte, um havarierte U-Boote mitsamt ihrer Besatzung vom Meeresgrund zu bergen. Der einzige zur Verfügung stehende Panzertauchanzug der Firma Hagenuk aus Kiel konnte nur bis zu einer Wassertiefe von 150 Metern operieren. Jenseits dieser Tiefe konnten die Gelenke des Tauchgeräts wegen des hohen Wasserdrucks nicht mehr bewegt werden.
Der Grundhai sollte für eine Wassertiefe bis zu 1.000 Meter ausgelegt sein und über alle notwendigen U-Boot-Komponenten wie Trimm- und Reglerzellen sowie über drei leistungsstarke Scheinwerfer verfügen. Da das Boot nicht für Überwasserfahrt ausgelegt werden musste, gestaltete man es mit nahezu rechteckigem Grundriss. Der Bug wurde jedoch abgerundet, und das Heck lief spitz zu. Am Heck waren eine Plexiglaskuppel und die Ruderanlage untergebracht. Der Antrieb bestand aus zwei Elektromotoren, die auch als Tiefenruder fungierten und unabhängig voneinander links und rechts des Bugs bedient werden konnten. Um auf dem Meeresgrund fahren zu können, sollte der Grundhai über zwei Raupenketten auf vier Laufrädern verfügen; damit hätte er auch an Land rollen oder auf dem Deck eines Schiffes sicher abgestellt werden können. Die Kommunikation der Besatzung sollte mittels telefonischer Kabelverbindung zum Mutterschiff sowie über ein UT-Gerät für Morsezeichen erfolgen.
Als Hauptwerkzeug zum Bergen eines gesunkenen U-Boots war ein magnetischer Greifarm vorgesehen, der es ermöglicht hätte, an dem verunglückten Boot Hebeballons anzubringen. Derartige Hebeballons gab es mit Traglasten von 250, 500 und 1000 t. Für die Hebung eines 500 t schweren U-Bootes waren zwei 250-t-Hebeballons ausreichend, die am Bug und Heck angebracht werden sollten. Ballons der 250-t Version hatten einen Durchmesser von acht Metern und eine Höhe von 14 Metern und liefen an ihrem unteren Ende spitz zu. An ihrem oberen runden Ende war ein Schlauchanschluss mit Schlauch platziert, der zur Wasseroberfläche und von dort bis zum ankernden Mutterschiff reichte. Waren die Ballons vom Grundhai sicher befestigt worden, sollten sie mit Pressluft gefüllt werden und das gesunkene Boot durch den gewonnenen Auftrieb heben.